# 赤司大輔
赤司 大輔（あかし だいすけ、1982年4月20日 - ）は、日本の元プロサッカー選手。ポジションはミッドフィールダー。

## 来歴
佐賀県鳥栖市出身。鳥栖フューチャーズの下部組織でサッカーを始め、フューチャーズの解散後はサガン鳥栖のユースに進んだ。2001年にトップチーム昇格を果たしたが、同年のシーズン終了後に退団した。移籍先は佐賀県内のアマチュアチームで、プロサッカー選手としては事実上引退した。その後一般企業への勤務を経て2009年にサガン鳥栖の運営会社であるサガンドリームスに入社。主にサッカースクールのコーチを務めている。
選手としての実績は無いがスクールコーチとして長くチームに在籍しており、2022年の創設25周年ファン感謝デーでは過去にクラブに在籍した選手たちを集めて開催されたレジェンドマッチにOBの一人として参加している。

## 所属クラブ
- サガン鳥栖U-18（佐賀商業高[1]）
- 2001年 サガン鳥栖
- 2002年 ヴァレンティアFCフェーゴ（佐賀県2部）

## 個人成績
| 国内大会個人成績 | 国内大会個人成績 | 国内大会個人成績 | 国内大会個人成績 | 国内大会個人成績 | 国内大会個人成績 | 国内大会個人成績 | 国内大会個人成績 | 国内大会個人成績 | 国内大会個人成績 | 国内大会個人成績 | 国内大会個人成績 |
| 年度             | クラブ           | 背番号           | リーグ           | リーグ戦         | リーグ戦         | リーグ杯         | リーグ杯         | オープン杯       | オープン杯       | 期間通算         | 期間通算         |
| 年度             | クラブ           | 背番号           | リーグ           | 出場             | 得点             | 出場             | 得点             | 出場             | 得点             | 出場             | 得点             |
| 日本             | 日本             | 日本             | 日本             | リーグ戦         | リーグ戦         | リーグ杯         | リーグ杯         | 天皇杯           | 天皇杯           | 期間通算         | 期間通算         |
| ---------------- | ---------------- | ---------------- | ---------------- | ---------------- | ---------------- | ---------------- | ---------------- | ---------------- | ---------------- | ---------------- | ---------------- |
| 2001             | 鳥栖             | 24               | J2               | 0                | 0                | 0                | 0                |                  |                  |                  |                  |
| 通算             | 日本             | 日本             | J2               | 0                | 0                | 0                | 0                |                  |                  |                  |                  |
| 総通算           | 総通算           | 総通算           | 総通算           | 0                | 0                | 0                | 0                |                  |                  |                  |                  |

## 指導歴
- 鳥栖少年サッカークラブ 指導スタッフ
- ヴァレンティアFC 指導スタッフ
- サガン鳥栖サッカースクールコーチ
- サガン鳥栖U-12コーチ